# أكرم عثمان
أكرم عثمان هو كاتب وأديب أفغاني، ولد في 2 مايو 1937 في هراة في أفغانستان، وتوفي في 11 أغسطس 2016 في يونشوبينغ في السويد.